# クィーン・メアリー・ピーク
クィーン・メアリー・ピーク（Queen Mary's Peak）は、イギリスの海外領土である南大西洋上の孤島、トリスタンダクーニャ島にある火山である。
トリスタンダクーニャ島は面積98km2ほどの小さな島だが、クィーン・メアリー・ピークは標高2,062mにも及び、大西洋上の海上からそそり立つ。コニーデ型の火山で、頂上の斜面の植物は主に丸裸の不毛状態で、緩い中央噴火口が付いている。大雨は腐食によって既にピークの高さを減らしている。頂上は標高が高いため冬季には雪を頂き、気温が低く寒い。ピークの南側の斜面はシダ類など高山性の植物など見られる。アホウドリなどの海鳥の飼育場ともなっている。
またクィーン・メアリー・ピークは死火山だと思われていたが、1961年に噴火を起こし、島民全員がイギリス本土に避難した。避難は1963年まで続いた(人口は264人)。
イギリスのジョージ5世の王妃メアリー・オブ・テックの名に因んで名付けられている。